# Actio (Rhetorik)
Actio (lat.: ‚Handlung, Tat, Ausführung‘; griech.: ὑπόκρισις hypókrisis ‚Verstellung‘) bezeichnet im Verständnis antiker und frühneuzeitlicher Rhetoriktheorien das fünfte und letzte Produktionsstadium einer Rede und somit das eigentliche rednerische Handeln. Während der Antike wurde der Begriff der actio mit dem der pronuntiatio bedeutungsgleich verwendet. Später ist mit actio in erster Linie der Bereich des körperlichen Vortrags, der Mimik (lat.: vultus) und Gestik (lat.: gestus), mit pronuntiatio hingegen der Bereich des stimmlichen Vortrags gemeint.

## Bereich des körperlichen Vortrags
Vor allem der physische Ausdruck bietet für den Redner (lat.: orator) zahlreiche Möglichkeiten, sein rhetorisches Ziel (griech.: τέλος télos) zu erreichen. Die antiken Rhetoriker gingen davon aus, dass sich jede Gemütsbewegung im Körper ausdrückt. Ebenso spiegele dieser auch den Geist des Redners und zeige deshalb das Rednerethos. Vor allem die Augen können nach Ansicht Ciceros die Seele nach außen kehren. Ferner hielten sie es für die Affekterregung beim Publikum für nötig, diejenigen Gefühle, die man bei seiner Zuhörerschaft wecken will, selbst zu zeigen. Affekt und Ausdruck müssen sich somit gegenseitig entsprechen. Die nonverbale Kommunikation soll das Gesagte unterstützen.
Johann Christoph Gottsched konkretisiert hierbei, dass besonders den in der Rede enthaltenen rhetorischen Figuren durch die Bewegungen des Körpers Nachdruck verliehen werden soll. Durch den Einsatz des Körpers kann der Redner ebenso wie durch den Gebrauch sprachlicher Mittel Affekte erregen und so die Überzeugung des Publikums erwirken.

## Bereich des stimmlichen Vortrags
Nach Martin Heidegger kommt der Stimme beim rednerischen Vortrag insofern eine entscheidende Bedeutung zu, als mit der Art und Weise, in der „gesprochen wird, […] über die Sache selbst Auskunft gegeben“ wird. Bei der Stimme komme es nach Ansicht des anonymen Autors der Rhetorica ad Herennium vor allem auf deren „Umfang, die Festigkeit und die Geschmeidigkeit“ an. Für Aristoteles hingegen standen „Lautstärke, Tonfall und Rhythmus“ im Vordergrund.

## Bedeutung deractiofür den rednerischen Erfolg
Wie wichtig die actio für die antiken Rhetoren war, zeigt eine Aussage Quintilians über den griechischen Redner Demosthenes. Dieser habe „auf die Frage, was bei der ganzen Aufgabe, die der Redner zu leisten hat, an die erste Stelle zu setzen sei, den Siegesplatz dem Vortrag verliehen und ihm auch weiter den zweiten und dritten Platz“ zuerkannt, also geantwortet: „actio, actio, actio.“
Dass sich die actio als überaus bedeutend für das Erreichen des rhetorischen Ziels erweist, erkannten die antiken Rhetoriktheoretiker schnell. Auf einheitliche Handlungsempfehlungen bezüglich des Gebrauchs von Körper und Stimme konnten sie sich jedoch nicht einigen. Während etwa Platon und der Autor der Herennius-Rhetorik für eine gemäßigte Vortragsweise plädierten, hielten Quintilian und die Anhänger der Zweiten Sophistik einen pathetischen, ausdrucksstarken Vortrag für den richtigen. Sie begrüßten außerdem zusätzliche Hilfsmittel wie auffällige Kleidung und Frisuren und scheuten auch keine großen Gefühlsausbrüche, sofern diese der Überzeugung des Publikums dienten. In dieser Auseinandersetzung zeigen sich deutliche Parallelen zur Attizismus-Asianismus-Debatte.
Um die eigene actio zu verbessern, bot es sich an, Unterricht bei Schauspielern zu nehmen sowie andere erfolgreiche Redner während ihrer Vorträge zu beobachten und diese anschließend nachzuahmen. Besonders wichtig war es, der Forderung nach Angemessenheit (lat.: aptum, decorum) zu entsprechen. Was jedoch in einer konkreten Redesituation als angemessen erachtet wurde, konnte von Redner zu Redner stark variieren. Jeder orator hatte aber die Möglichkeit, seine actio  den konkreten
- negotionalen
- lokalen
- instrumentalen
- finalen
- modalen und
- temporalen

Gegebenheiten entsprechend angemessen abzustimmen.
Kann man noch bis ins 18. Jahrhundert von einer „zentralen Bedeutung der Actio-Lehre für die neuzeitlichen Bildungs- und Interaktionsideale“ sprechen, so wird die „Eloquentia corporis“ (lat.: ‚Beredsamkeit des Leibes‘) seither im Namen einer „Eloquentia cordis“ (lat.: ‚Beredsamkeit des Herzens‘) als affektierte Schauspielerei abgewertet. In diesem Sinne heißt es z. B. bei Matthias Claudius: „Mißtraue der Gestikulation, und gebärde Dich schlecht und recht.“